# Біркіані
Біркіані (груз. ბირკიანი) — село в Грузії.
За даними перепису населення 2014 року в селі проживає 564 особи.